# Villefranche-de-Panat
Villefranche-de-Panat est une commune française située dans le département de l'Aveyron, en région Occitanie.

## Géographie

### Généralités

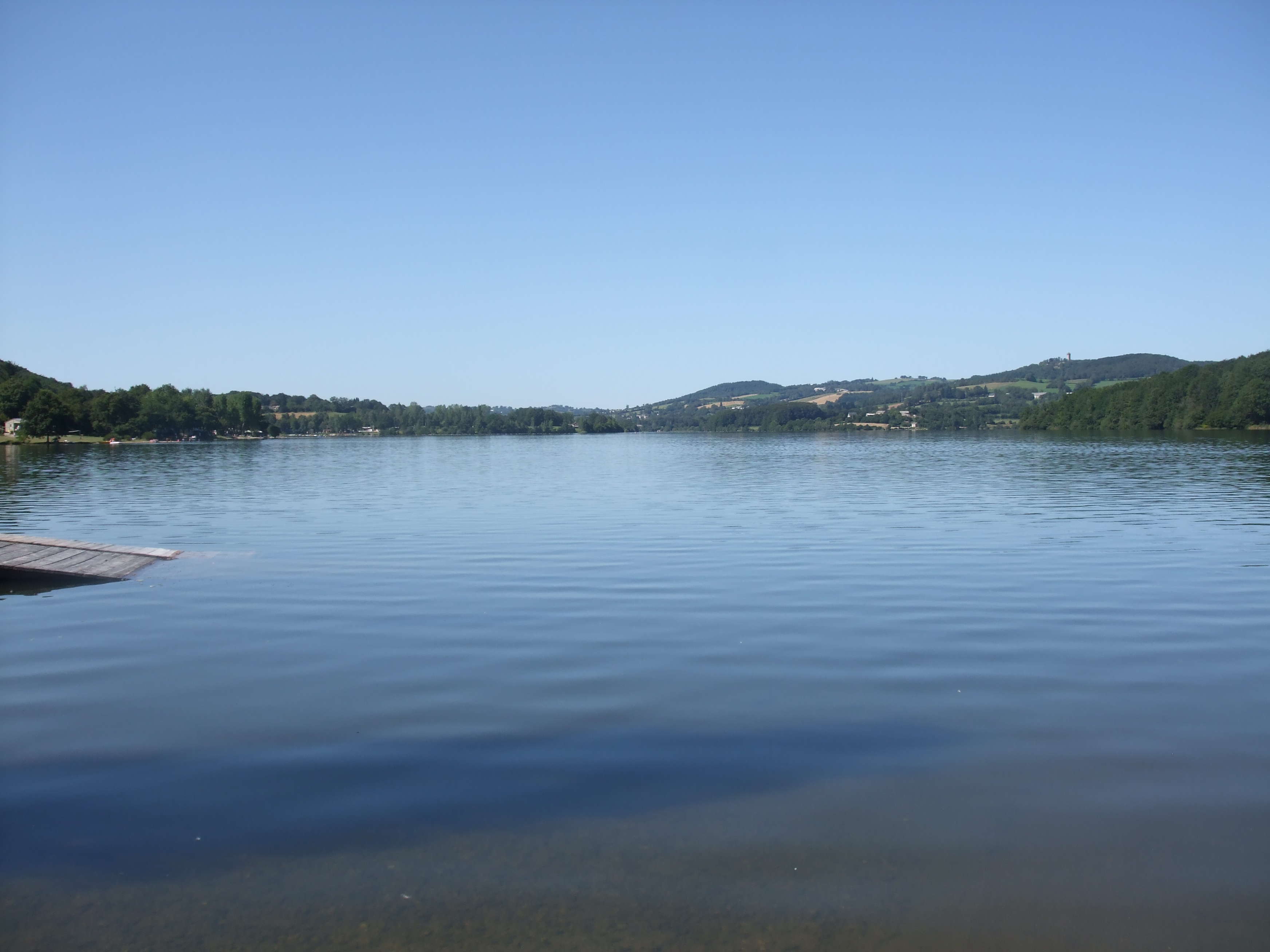
Le lac de Villefranche-de-Panat.

Au sud du Massif central, dans la moitié sud du département de l'Aveyron, la commune de Villefranche-de-Panat est située sur le plateau du Lévézou. S'étendant sur 29,13 km2, elle est à la fois agricole, commerçante et touristique, grâce notamment à son lac.
Elle est bordée au sud sur plus de deux kilomètres par le Tarn dans des gorges appelées Raspes. Son affluent l'Alrance arrose la commune et est barrée par le barrage de Villefranche-de-Panat qui a formé une retenue de près de 2 km2 : le lac de Villefranche-de-Panat. À l'ouest, sur les deux premiers kilomètres de son cours, le Giffou — sous-affluent du Tarn par le Céor, le Viaur et l'Aveyron — sert de limite territoriale avec la commune de Lestrade-et-Thouels.
Une douzaine d'autres petits cours d'eau irriguent la commune ; quatre affluents du Tarn : les ruisseaux des Carbonnières, de las Combes (ou de Lascombes), des Rives et de Vernobre ; trois affluents de l'Alrance : les ruisseaux de Bétouille, de Figeaguet et de Pouganiès ; un affluent du Giffou : le ruisseau de la Groille ; les ruisseaux de la Cabane et du Violon Bas (affluents du ruisseau de Figeaguet) ; le ruisseau des Coupadets (affluent du ruisseau de las Combes) ; le ruisseau de Coupiaguet (affluent du ruisseau de Vernobre).
L'altitude minimale, avec 260 mètres, se trouve localisée à l'extrême sud-ouest, près du lieu-dit Rieugros, là où le Tarn quitte la commune et entre dans celle de Broquiès. L'altitude maximale avec 984 mètres est située à l'extrême nord, sur le Lévézou, au lieu-dit Lavinal.
Traversé du nord au sud par l'Alrance, juste en aval du barrage et à l'intersection des routes départementales (RD) 25, 44, 522 et 666, le bourg de Villefranche-de-Panat est situé, en distances orthodromiques, trente kilomètres au sud-sud-est de Rodez et autant à l'ouest du centre-ville de Millau. À 720 mètres d'altitude, le bourg a une ouverture directe sur un environnement naturel. Il est constitué de deux centres éloignés d'un petit kilomètre. Dans la vallée, le bourg de Villefranche est un centre très actif toute l'année. De chaque côté de la rivière bordée de maisons d'habitation sont rassemblés la mairie, le médecin, la pharmacie, le vétérinaire et les commerces. Sur la hauteur, La Besse Vors est dominée par l'église entourée d'un couvent de sœurs et l'école privée, de maisons d'habitation, un centre d'hébergement familial et un peu plus loin le cimetière. Juste entre les deux, à mi-distance, la salle des fêtes et l'école publique.
La commune est également desservie par les RD 31, 200 et 510.

### Communes limitrophes
Villefranche-de-Panat est limitrophe de sept autres communes.
|                     | Alrance               | Salles-Curan |
| Durenque            | Villefranche-de-Panat | Ayssènes     |
| Lestrade-et-Thouels | Broquiès              | Le Truel     |

### Climat
Pour des articles plus généraux, voir Climat de l'Occitanie et Climat de l'Aveyron.
En 2010, le climat de la commune est de type climat océanique altéré, selon une étude s'appuyant sur une série de données couvrant la période 1971-2000. En 2020, Météo-France publie une typologie des climats de la France métropolitaine dans laquelle la commune est exposée à un climat de montagne et est dans la région climatique Sud-est du Massif Central, caractérisée par une pluviométrie annuelle de 1 000 à 1 500 mm, minimale en été, maximale en automne.
Pour la période 1971-2000, la température annuelle moyenne est de 10,1 °C, avec une amplitude thermique annuelle de 15,7 °C. Le cumul annuel moyen de précipitations est de 1 053 mm, avec 12,5 jours de précipitations en janvier et 6,3 jours en juillet. Pour la période 1991-2020, la température moyenne annuelle observée sur la station météorologique la plus proche, située sur la commune de Durenque à 7 km à vol d'oiseau, est de 10,6 °C et le cumul annuel moyen de précipitations est de 1 092,0 mm,. Pour l'avenir, les paramètres climatiques de la commune estimés pour 2050 selon différents scénarios d'émission de gaz à effet de serre sont consultables sur un site dédié publié par Météo-France en novembre 2022.

## Urbanisme

### Typologie
Au 1er janvier 2024, Villefranche-de-Panat est catégorisée commune rurale à habitat dispersé, selon la nouvelle grille communale de densité à 7 niveaux définie par l'Insee en 2022.
Elle est située hors unité urbaine et hors attraction des villes,.

## Toponymie
La première mention écrite connue du lieu date de l'an 1269 sous la forme Villafranca désignant une ville franche exemptée des droits féodaux.

## Histoire
En 1829, la commune de Peyrebrune fusionne avec celles d'Arnac, de La Besse et La Capelle-Farcel et prend le nom de Villefranche-de-Panat. En 1842, la commune d'Alrance est créée par démembrement du territoire de Villefranche-de-Panat ; le territoire de La Capelle-Farcel fut rattaché à la nouvelle commune.

## Politique et administration
| Période                                  | Période      | Identité      | Étiquette | Qualité  |
| ---------------------------------------- | ------------ | ------------- | --------- | -------- |
| Les données manquantes sont à compléter. |              |               |           |          |
|                                          |              |               |           |          |
| mars 2001                                | janvier 2014 | Pierre Raynal | RPR-UMP   |          |
| mars 2014                                | juin 2020    | Marcel Boudes | SE        | Retraité |
| juillet 2020                             | En cours     | Michel Vimini | SE        | Médecin  |

## Population et société

### Démographie
L'évolution du nombre d'habitants est connue à travers les recensements de la population effectués dans la commune depuis 1793. Pour les communes de moins de 10 000 habitants, une enquête de recensement portant sur toute la population est réalisée tous les cinq ans, les populations de référence des années intermédiaires étant quant à elles estimées par interpolation ou extrapolation. Pour la commune, le premier recensement exhaustif entrant dans le cadre du nouveau dispositif a été réalisé en 2008.

En 2022, la commune comptait 678 habitants, en évolution de −5,44 % par rapport à 2016 (Aveyron : +0,37 %, France hors Mayotte : +2,11 %).
| 1793  | 1800 | 1806  | 1821  | 1831  | 1836  | 1841  | 1846 | 1851 |
| ----- | ---- | ----- | ----- | ----- | ----- | ----- | ---- | ---- |
| 1 092 | 858  | 1 074 | 1 355 | 1 513 | 1 639 | 1 677 | 744  | 749  |

| 1856 | 1861 | 1866 | 1872 | 1876 | 1881 | 1886 | 1891 | 1896 |
| ---- | ---- | ---- | ---- | ---- | ---- | ---- | ---- | ---- |
| 759  | 839  | 890  | 845  | 926  | 910  | 890  | 904  | 917  |

| 1901  | 1906  | 1911  | 1921 | 1926 | 1931 | 1936  | 1946 | 1954 |
| ----- | ----- | ----- | ---- | ---- | ---- | ----- | ---- | ---- |
| 1 094 | 1 012 | 1 042 | 935  | 814  | 966  | 1 014 | 996  | 891  |

| 1962 | 1968 | 1975 | 1982 | 1990 | 1999 | 2006 | 2008 | 2013 |
| ---- | ---- | ---- | ---- | ---- | ---- | ---- | ---- | ---- |
| 836  | 804  | 775  | 908  | 711  | 762  | 775  | 778  | 716  |

| 2018 | 2022 | - | - | - | - | - | - | - |
| ---- | ---- | - | - | - | - | - | - | - |
| 690  | 678  | - | - | - | - | - | - | - |

### Manifestations culturelles et festivités
Le 14 juillet, le feu d'artifice sur le lac a acquis une réputation qui dépasse le cadre local. Le 15 août, les randonneurs se retrouvent pour une course d'orientation réputée.
Une Amicale est présente à Paris et organise deux fois par an des animations : un repas/danses traditionnelles au printemps et un repas/quine en fin d'année.

## Économie

### Revenus
En 2018  (données Insee publiées en septembre 2021), la commune compte 336 ménages fiscaux, regroupant 679 personnes. La médiane du revenu disponible par unité de consommation est de 20 310 € (20 640 € dans le département).

### Emploi
| Division       | 2008  | 2013  | 2018  |
| -------------- | ----- | ----- | ----- |
| Commune        | 4,3 % | 5,6 % | 6 %   |
| Département    | 5,4 % | 7,1 % | 7,1 % |
| France entière | 8,3 % | 10 %  | 10 %  |

En 2018, la population âgée de 15 à 64 ans s'élève à 381 personnes, parmi lesquelles on compte 79 % d'actifs (73 % ayant un emploi et 6 % de chômeurs) et 21 % d'inactifs,. Depuis 2008, le taux de chômage communal (au sens du recensement) des 15-64 ans est inférieur à celui de la France et du département.
La commune est hors attraction des villes,. Elle compte 328 emplois en 2018, contre 321 en 2013 et 342 en 2008. Le nombre d'actifs ayant un emploi résidant dans la commune est de 289, soit un indicateur de concentration d'emploi de 113,5 % et un taux d'activité parmi les 15 ans ou plus de 50,7 %.
Sur ces 289 actifs de 15 ans ou plus ayant un emploi, 165 travaillent dans la commune, soit 57 % des habitants. Pour se rendre au travail, 76,1 % des habitants utilisent un véhicule personnel ou de fonction à quatre roues, 0,7 % les transports en commun, 10,4 % s'y rendent en deux-roues, à vélo ou à pied et 12,8 % n'ont pas besoin de transport (travail au domicile).

### Activités hors agriculture

#### Secteurs d'activités
100 établissements sont implantés  à Villefranche-de-Panat au 31 décembre 2019. Le tableau ci-dessous en détaille le nombre par secteur d'activité et compare les ratios avec ceux du département,.
| Secteur d'activité                                                                                        | Commune | Commune | Département |
| Secteur d'activité                                                                                        | Nombre  | %       | %           |
| --- | ------- | ------- | ----------- |
| Ensemble                                                                                                  | 100     |         |             |
| Industrie manufacturière, industries extractives et autres                                                | 22      | 22 %    | (17,7 %)    |
| Construction                                                                                              | 10      | 10 %    | (13 %)      |
| Commerce de gros et de détail, transports, hébergement et restauration                                    | 37      | 37 %    | (27,5 %)    |
| Activités financières et d'assurance                                                                      | 4       | 4 %     | (3,4 %)     |
| Activités immobilières                                                                                    | 4       | 4 %     | (4,2 %)     |
| Activités spécialisées, scientifiques et techniques et activités de services administratifs et de soutien | 6       | 6 %     | (12,4 %)    |
| Administration publique, enseignement, santé humaine et action sociale                                    | 10      | 10 %    | (12,7 %)    |
| Autres activités de services                                                                              | 7       | 7 %     | (7,8 %)     |

Le secteur du commerce de gros et de détail, des transports, de l'hébergement et de la restauration est prépondérant sur la commune puisqu'il représente 37 % du nombre total d'établissements de la commune (37 sur les 100 entreprises implantées  à Villefranche-de-Panat), contre 27,5 % au niveau départemental.

#### Entreprises
L' entreprise ayant son siège social sur le territoire communal qui génère le plus de chiffre d'affaires en 2020 est : 
- B2S Energie Renouvelable, travaux d'installation électrique dans tous locaux (1 803 k€).

Des laiteries recueillent le lait de brebis, le préparent pour le roquefort et fabriquent également des fromages frais typiques. Dans les environs du barrage, la commune est parsemée de hameaux et de fermes qui constituent des lieux d'habitations traditionnelles.
Des foires ont lieu le 4e jeudi de chaque mois. Des marchés de pays ont lieu en juillet et en août le vendredi et le dimanche matin.

### Agriculture
La commune est dans le Levezou, une petite région agricole située dans le centre de l'Aveyron et constituée d'un haut plateau cristallin. En 2020, l'orientation technico-économique de l'agriculture  sur la commune est l'élevage d'ovins ou de caprins.
|               | 1988  | 2000  | 2010  | 2020  |
| ------------- | ----- | ----- | ----- | ----- |
| Exploitations | 92    | 62    | 50    | 26    |
| SAU (ha)      | 1 986 | 1 777 | 1 453 | 1 628 |

Le nombre d'exploitations agricoles en activité et ayant leur siège dans la commune est passé de 92 lors du recensement agricole de 1988  à 62 en 2000 puis à 50 en 2010 et enfin à 26 en 2020, soit une baisse de 72 % en 32 ans. Le même mouvement est observé à l'échelle du département qui a perdu pendant cette période 51 % de ses exploitations,. La surface agricole utilisée sur la commune a également diminué, passant de 1 986 ha en 1988 à 1 628 ha en 2020. Parallèlement la surface agricole utilisée moyenne par exploitation a augmenté, passant de 22 à 63 ha.

## Culture locale et patrimoine

### Lieux et monuments

#### Patrimoine religieux
Deux édifices religieux ont été édifiés sur le territoire communal : l'église de l"Assomption de la Besse (ou de la Besse-Vors) et l'église (ou chapelle) Saint-Pierre-ès-liens de Figeaguet.

L'église de la Besse
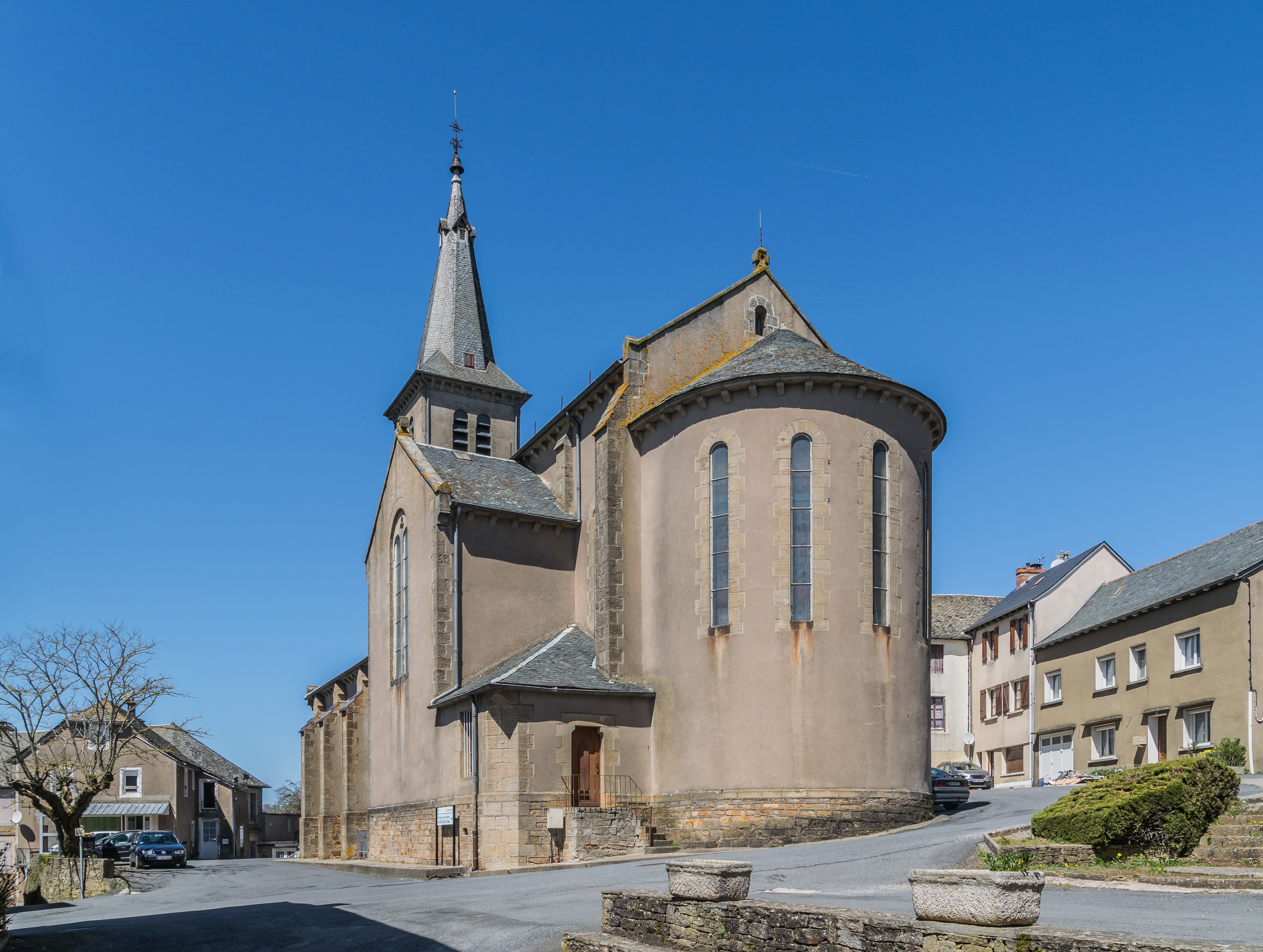
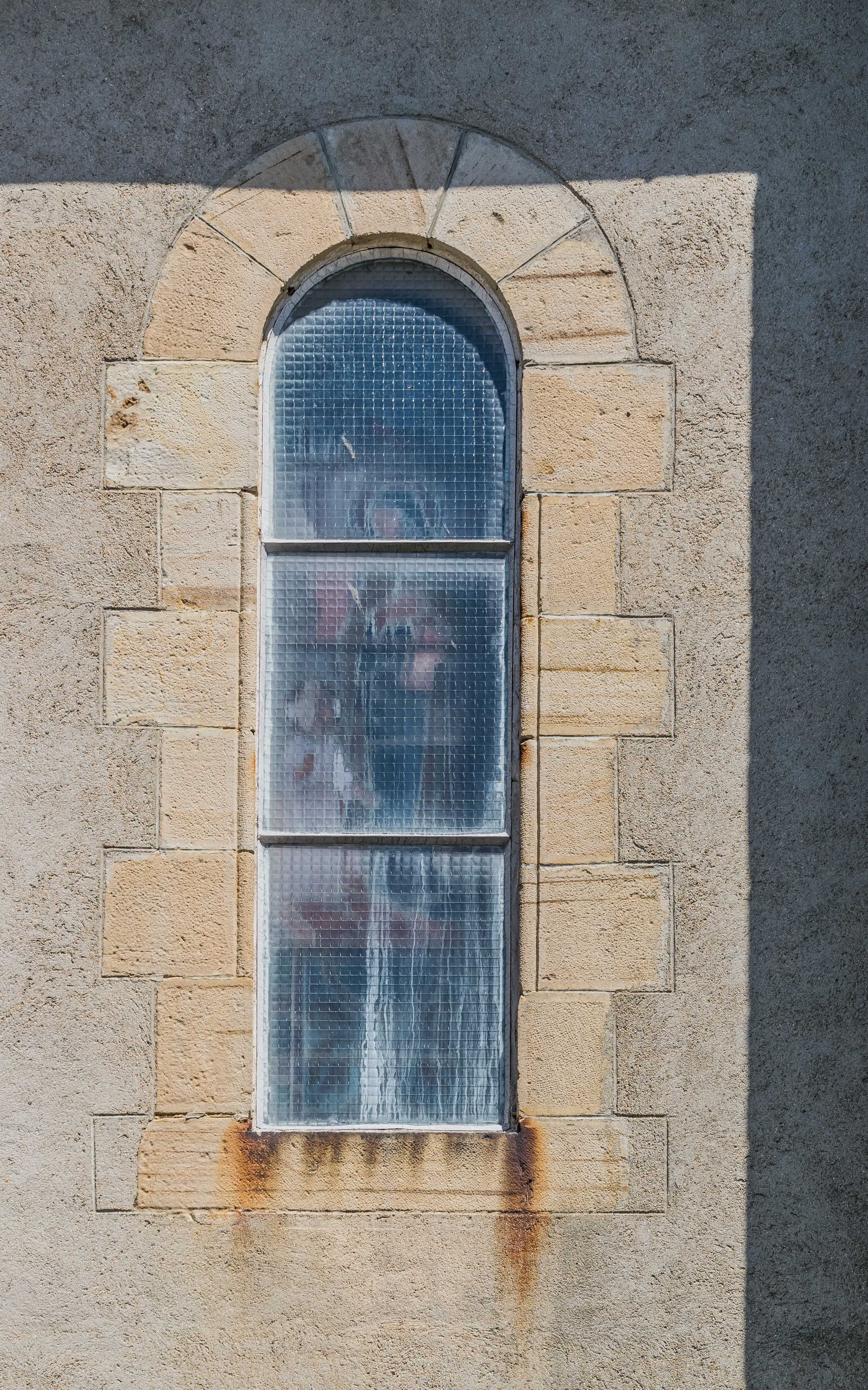
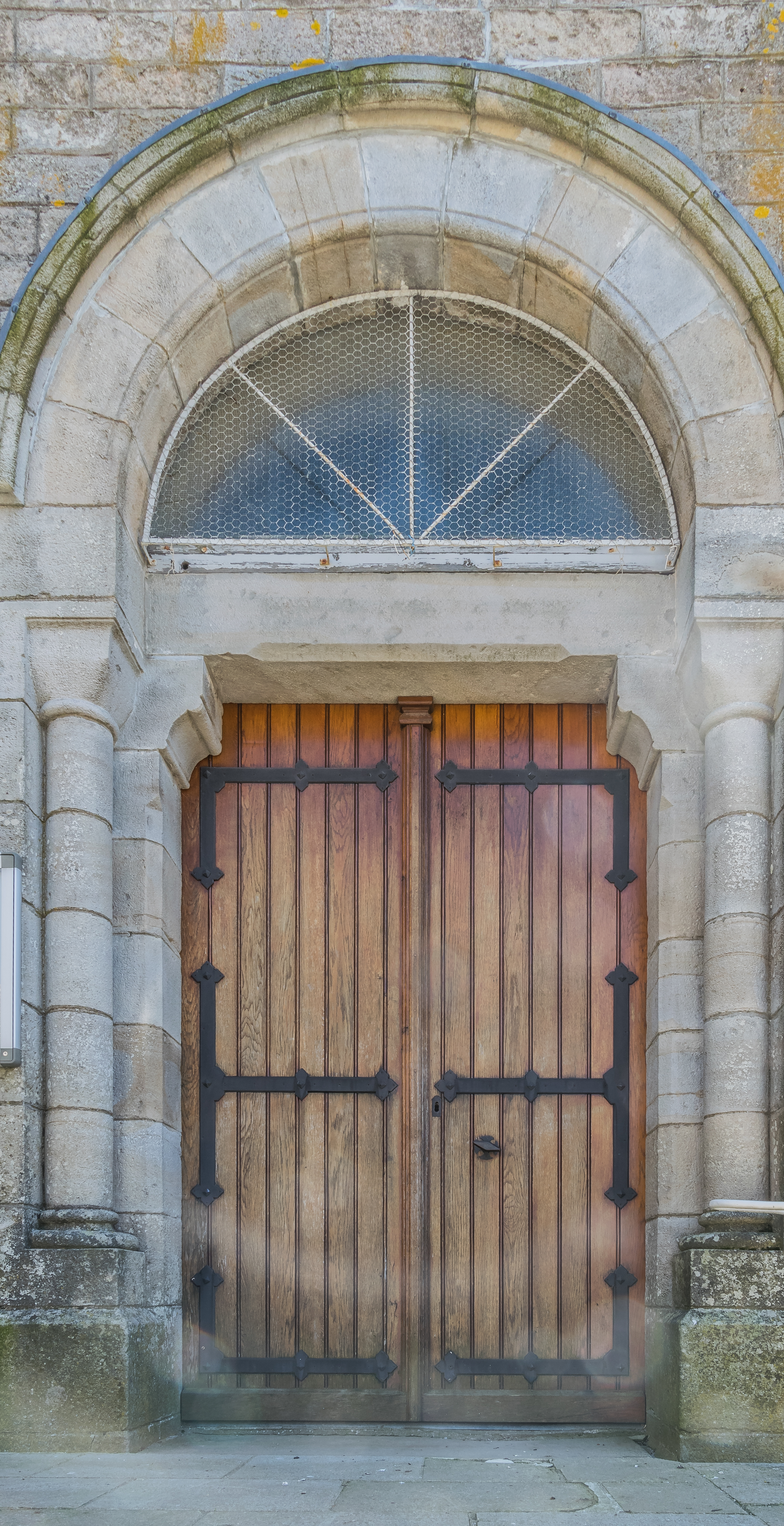

#### Patrimoine civil
Témoignages du passé préhistorique de la région, deux mégalithes ont été répertoriés sur le territoire communal : les dolmens de la Bétouille,.
Le barrage de Villefranche-de-Panat se situe dans la vallée de l'Alrance, affluent du Tarn, sur le plateau du Lévézou. Il a été construit de 1948 à 1951. Sa retenue, le lac de Villefranche-de-Panat, fait partie de l'ensemble des lacs du Lévézou, au centre du département de l'Aveyron, à 30 kilomètres de Millau et 40 kilomètres de Rodez. Il fait environ quatre kilomètres de long pour 500 mètres de large. Il reçoit également les eaux de l'Alrance et des eaux depuis le lac de Pareloup (centrale hydroélectrique). Il est destiné à alimenter l'usine hydroélectrique du Pouget, située dans la vallée du Tarn, juste à côté du barrage du Truel.

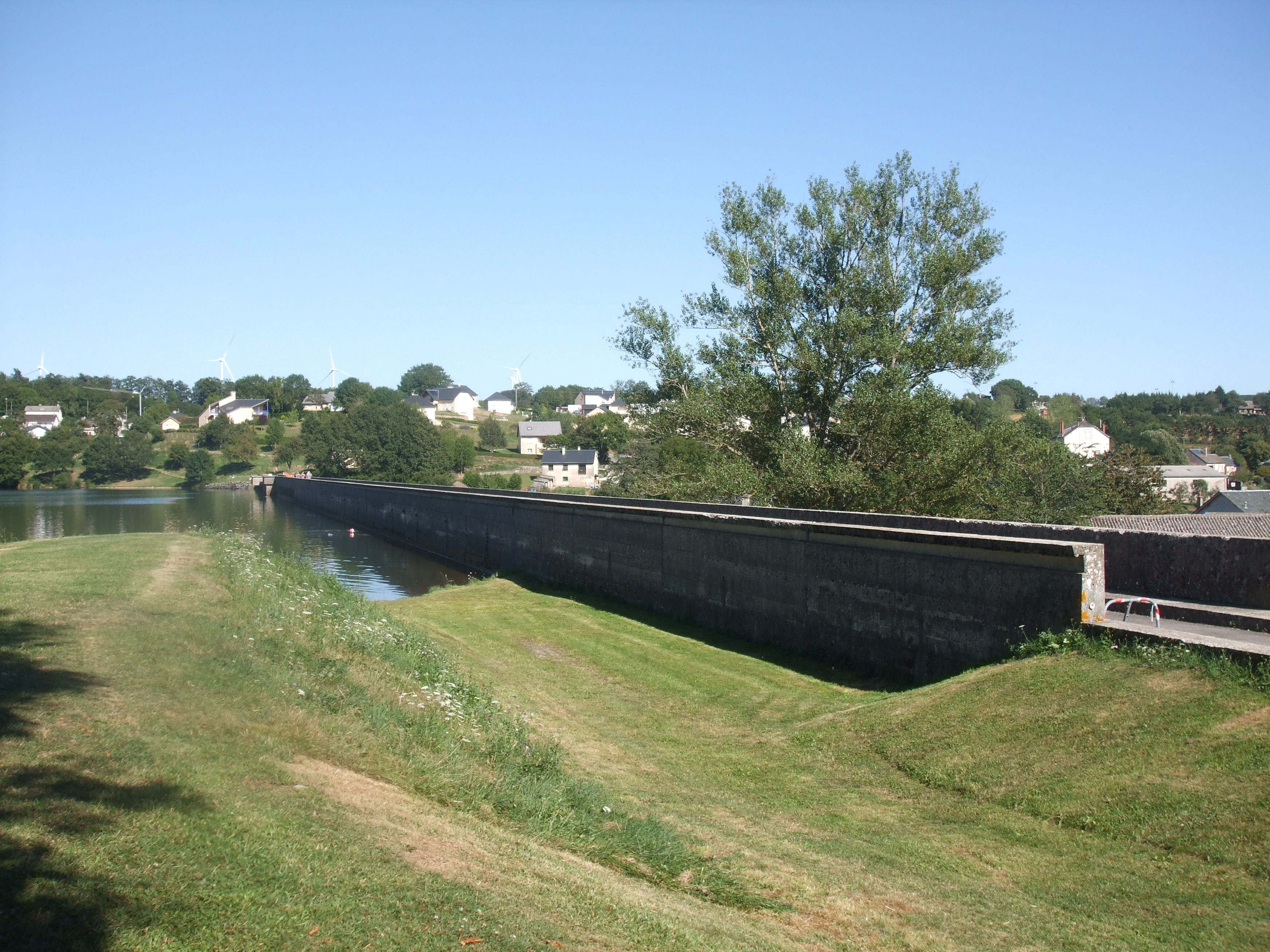
Le barrage de Villefranche-de-Panat.
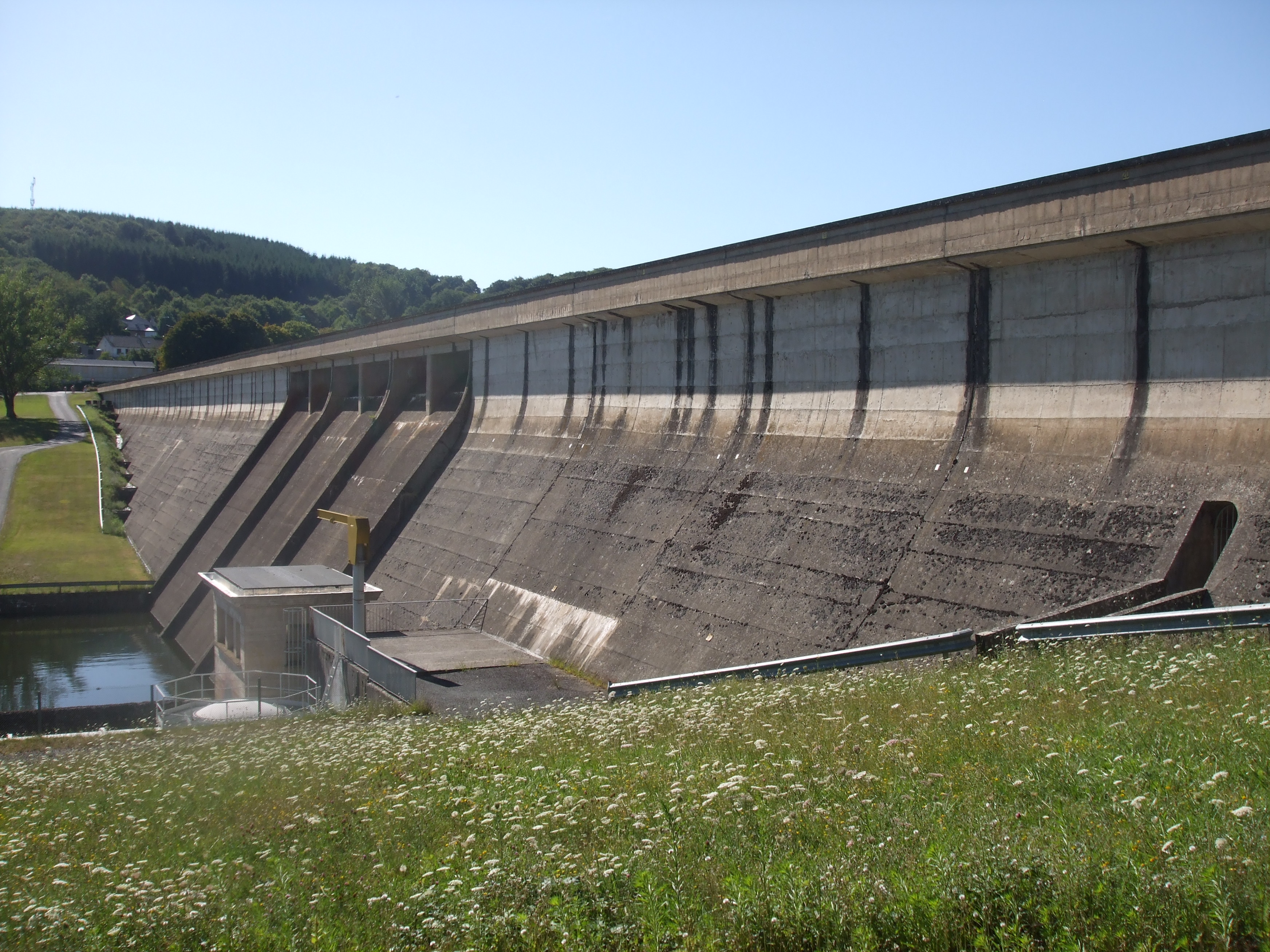
Le barrage.
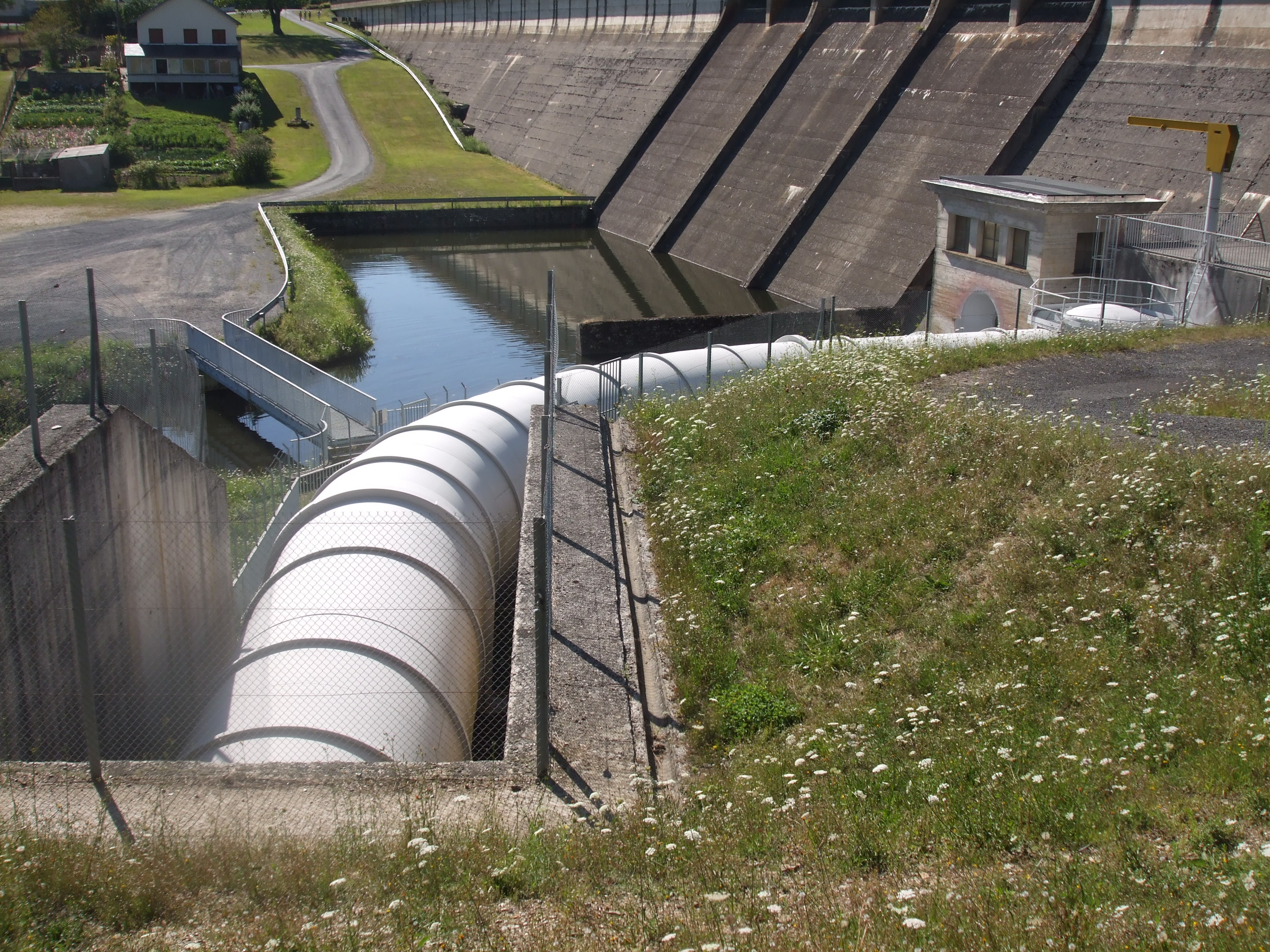
Sous le barrage, départ de la conduite d'eau vers le lac de Saint-Amans.
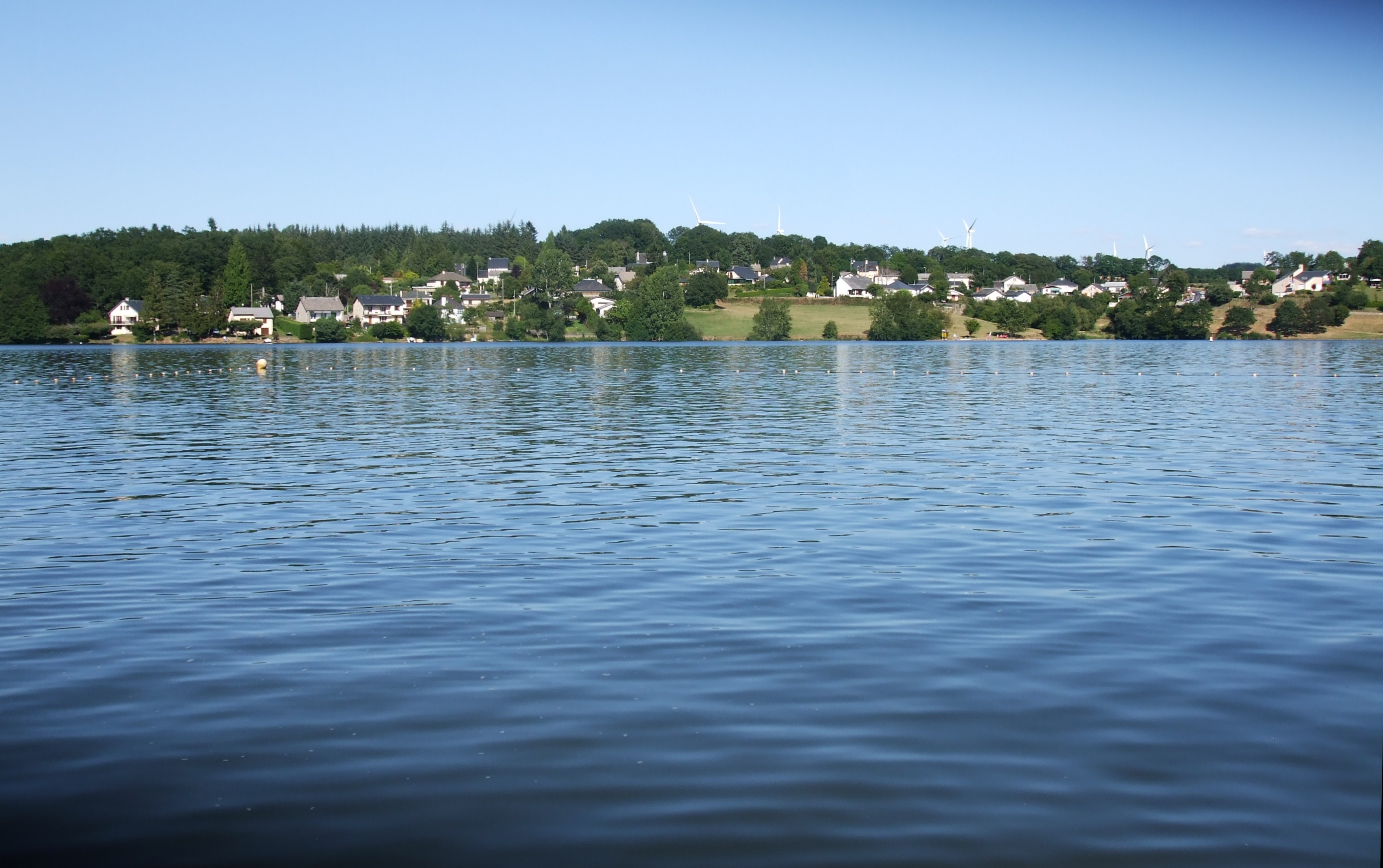
Le lac de Villefranche-de-Panat.
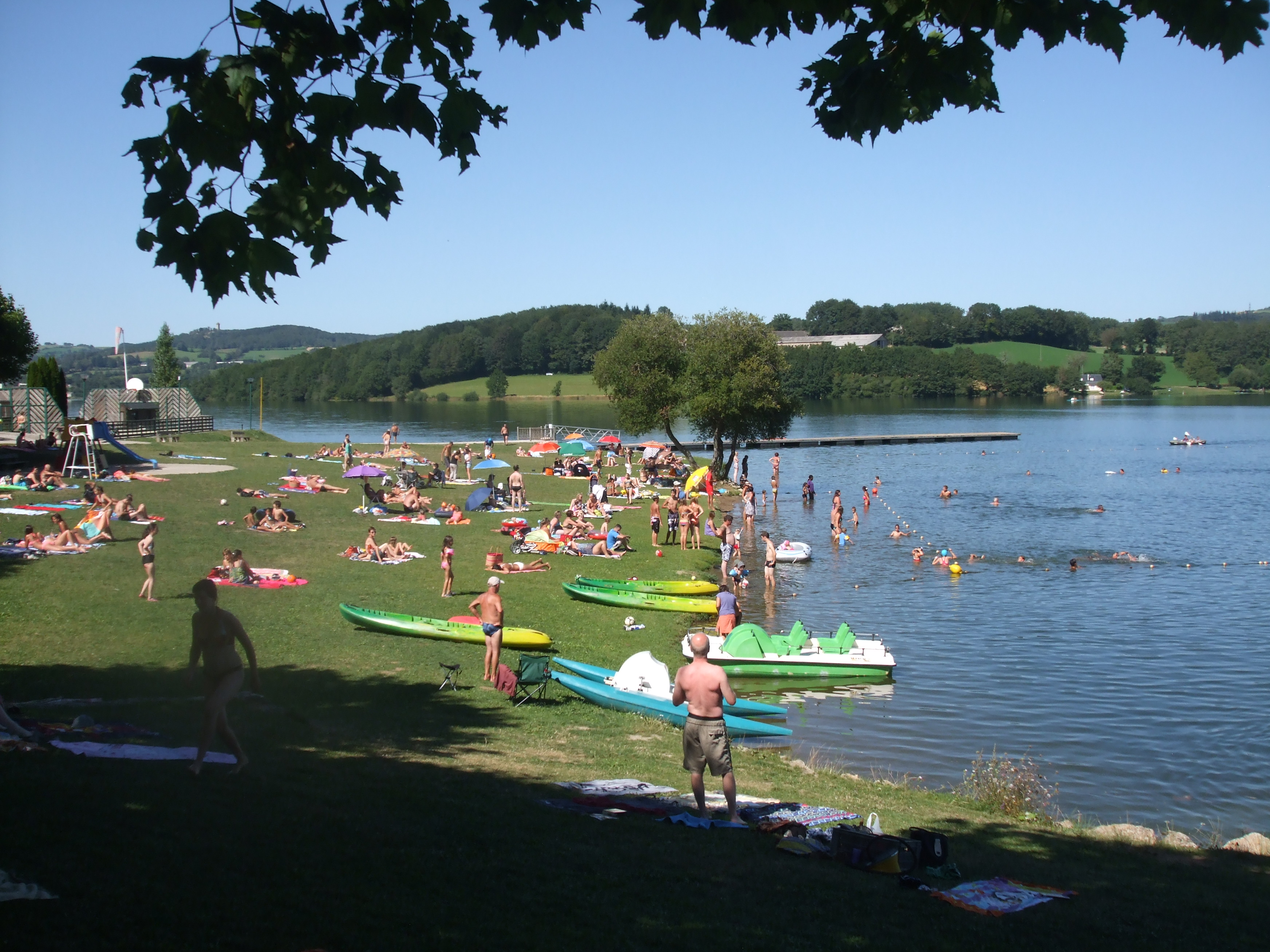
La plage municipale.
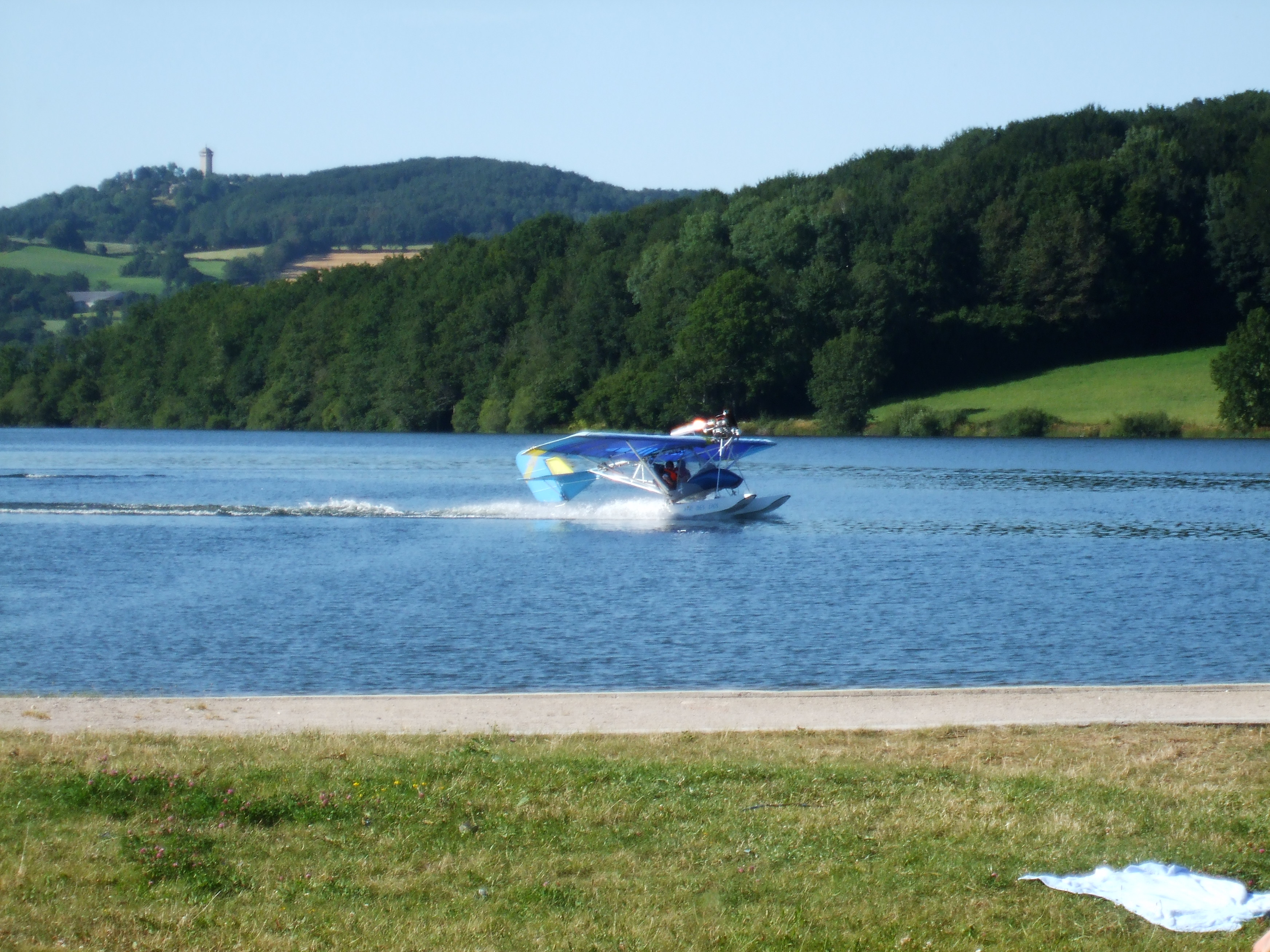
Hydravion sur le lac.

#### Parcs et jardins
Le centre-bourg a été rénové ; une promenade agrémentée de fontaines et de jets d'eau longe l'Alrance qui descend du barrage et se jette dans le Tarn à Brousse-le-Château. Les enfants ont l'autorisation d'y pêcher. Les rives du lac comportent des aménagements touristiques permettant de pratiquer divers sports et loisirs, notamment le jeu de quilles de huit, typique de l'Aveyron.

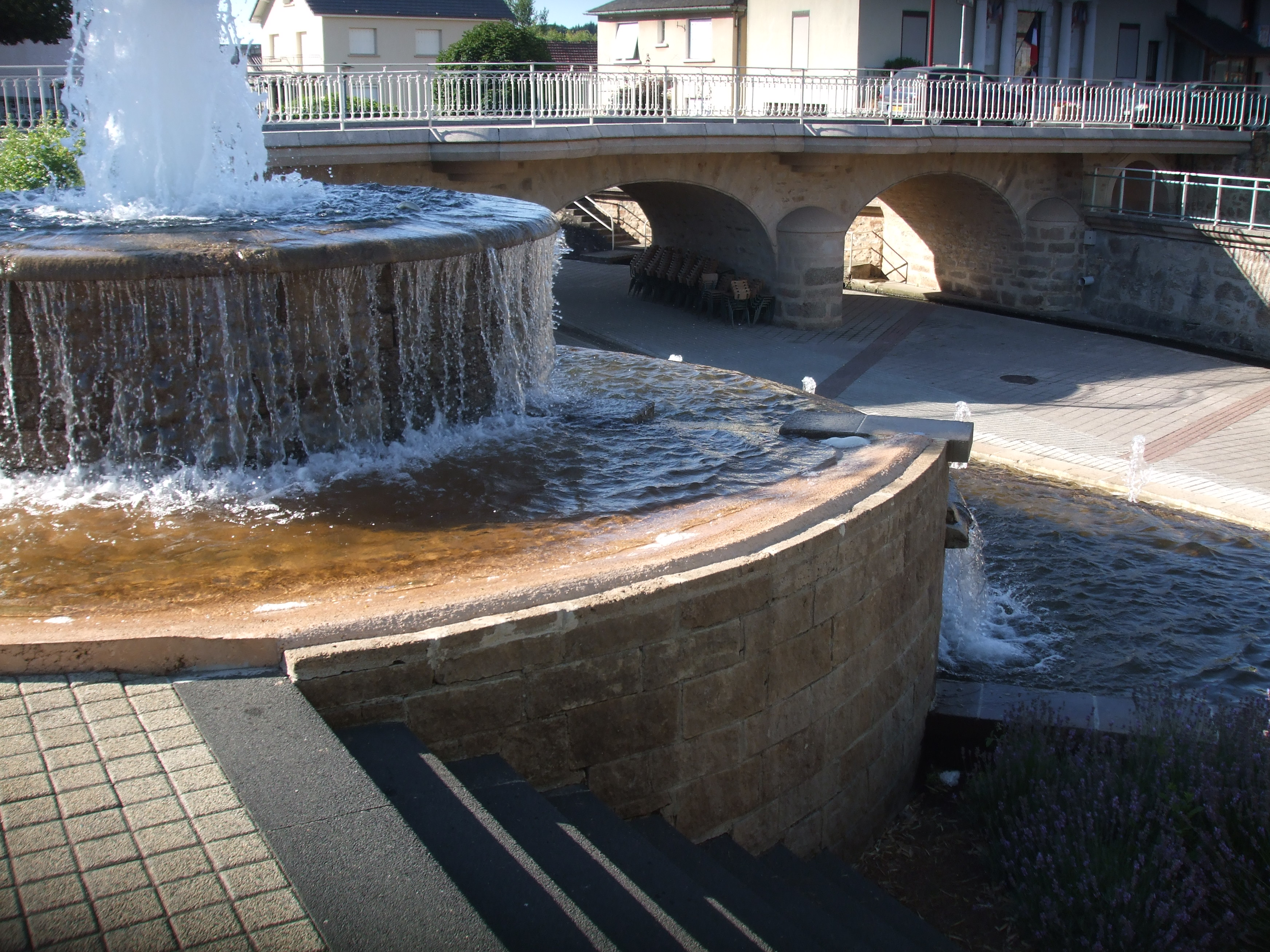
Fontaine et jets d'eau.

### Personnalités liées à la commune
- Antoine de Morlhon (1753-1828), archevêque d'Auch.
- Auguste de Morlhon (1799-1862), évêque du Puy.

### Héraldique
Pour un article plus général, voir Armorial des communes de l'Aveyron.
| Blason de Villefranche-de-Panat | Blason  | Parti : au I coupé au 1er de gueules au léopard lionné d’or, au II d’azur aux trois fasces ondées d’argent, au 2e d’argent au sautoir de gueules. |
| Blason de Villefranche-de-Panat | Détails | Le statut officiel du blason reste à déterminer.                                                                                                  |